# Mariene ecoregio Clipperton
De Mariene ecoregio Clipperton (165) (Engels: Clipperton marine ecoregion) is een biogeografische regio en ligt in het oosten van de Grote Oceaan in de Mariene provincie Tropische Oostelijke Stille Oceaan (43) in het Marien rijk Tropische Oostelijke Stille Oceaan. De mariene ecoregio is vastgesteld door het World Wide Fund for Nature en The Nature Conservancy en is vernoemd naar Clipperton.
Het gebied grenst niet aan andere mariene ecoregio's.

## Geografie
De mariene ecoregio ligt in het oosten van de Grote Oceaan rond de atol Clipperton, een Frans overzees gebiedsdeel.

## Biogeografie
Het gebied kent zeeleven dat houdt van tropische temperaturen.